# Kvasnikovka
Kvasnikovka (en rus: Квасниковка) és un poble de l'óblast de Saràtov, a Rússia, segons el cens del 2020 tenia 2.406 habitants. Pertany al districte municipal d'Engels.